# 穆羅瓦尼-庫里利夫齊區
穆羅瓦尼-庫里利夫齊區（烏克蘭語：Мурованокуриловецький район）是烏克蘭的一個區，位於該國西南部，由文尼察州負責管轄，首府設於穆羅瓦尼-庫里利夫齊，面積890平方公里，2013年人口26,734，人口密度每平方公里30.04人。2020年7月18日该区被废除。